# Land- und Stadtgericht Löbau
Das Land- und Stadtgericht Löbau war mit Unterbrechung von 1802 bis 1849 ein preußisches Land- und Stadtgericht mit Sitz in Löbau.

## Geschichte
Mit Reglement vom 20. August 1802 wurde für das Gebiet der Stadt Löbau und des Amtes Löbau das Land- und Stadtgericht Culm gebildet. Es gehörte zum Sprengel der Westpreußischen Regierung.
Mit dem Frieden von Tilsit endete 1807 der Vierte Koalitionskrieg mit desaströsen Folgen für Preußen. Löbau wurde Teil des Herzogtums Warschau, das Land- und Stadtgericht Löbau wurde aufgehoben. Stattdessen wurden nach französischem Vorbild Distrikte eingerichtet, für die jeweils ein Friedensgericht eingerichtet wurde. Die nächstgrößere Verwaltungseinheit waren die (ursprünglich sechs) Departements. In jedem Departement entstand ein bürgerliches Tribunal erster Instanz.
Nach der Völkerschlacht bei Leipzig brach die französische Herrschaft 1813 zusammen und das Herzogtum Warschau wurde durch preußische Truppen besetzt und in der Folge durch den Wiener Kongress aufgelöst. Zurück in Preußen wurde in Löbau erneut ein Land- und Stadtgericht Löbau eingerichtet. Es war nun ein Gericht 1. Klasse im Sprengel des Oberlandesgerichts Marienwerder.
Sein Gerichtsbezirk umfasste 1837 die Stadt Löbau mit 2736 Gerichtseingesessenen, die Stadt Neumark mit 1361 Gerichtseingesessenen, die Stadt Kauernik mit 622 Gerichtseingesessenen und 219 Ortschaften mit 28.129 Gerichtseingesessenen (zusammen also 32.848 Gerichtseingesessene). Am Gericht waren ein Direktor, drei Richter und acht weitere Mitarbeiter beschäftigt. Gerichtstage wurden in Neumark, Lonkoreck und Raudnitz gehalten.
Nach der Märzrevolution wurden 1849 einheitlich Kreisgerichte gebildet. In Löbau entstand das Kreisgericht Löbau.